# Херман Ли
Херман Ли (на китайски: 李康敏; роден на 3 октомври 1976 г.) е роден в Хонконг британски музикант, който е един от двамата водещи китаристи на пауърметъл групата „Драгънфорс“. Ли свири с групата, базирана в Англия, откакто е създадена през 1999 г. от него и Сам Тотман, като и двамата са останалите оригинални членове на групата. Преди това е в блекметъл групата „Демониак“.

## Избрана дискография

### С Demoniac
- 1999: The Fire and the Wind – китари
- 1999: Demons of the Night (EP) – китари

### С DragonHeart
- 2000: Valley of the Damned (Demo) – китари, беквокал

### С DragonForce
- 2003: Valley of the Damned – автор на текста (допълнителен) (трек 2), китари (водещи, ритъм, акустични), беквокал, автор на текста (трек 6, 8)
- 2004; Sonic Firestorm – автор на текста (трек 3, 7), китари (водещи, ритъм, акустични)
- 2006: Inhuman Rampage – автор на текста (трек 7), китари, беквокал
- 2008: Ultra Beatdown – китари (водещи), беквокал, автор на текста (трек 4, 11)
- 2012: The Power Within – китари, беквокал, автор на текста (трек 1, 3-10)
- 2014: Maximum Overload – китари, беквокал, автор на текста (съавтор) (трек 16)
- 2017: Reaching into Infinity – китари, беквокал
- 2019: Extreme Power Metal – китари, беквокал
- 2024: Warp Speed Warriors – китари, беквокал